# Dolní Věstonice
Dolní Věstonice es una localidad cercana a Brno, en el distrito Břeclav de la región checa de Moravia Meridional. Es famosa por su sitio arqueológico.
Durante el periodo de la Gran Moravia se construyó un pequeño fuerte. La primera mención a este sitio en un documento escrito data de 1312. Durante el siglo XIII fue habitado por colonos germanos. En 1460 recibió los derechos de ciudad. Desde el principio del siglo XVI se instalaron aquí los habaneros (habáni, miembros del credo anabaptista expulsados de tierras alemanas y suizas. En 1622 fueron expulsados otra vez.

## Yacimiento arqueológico

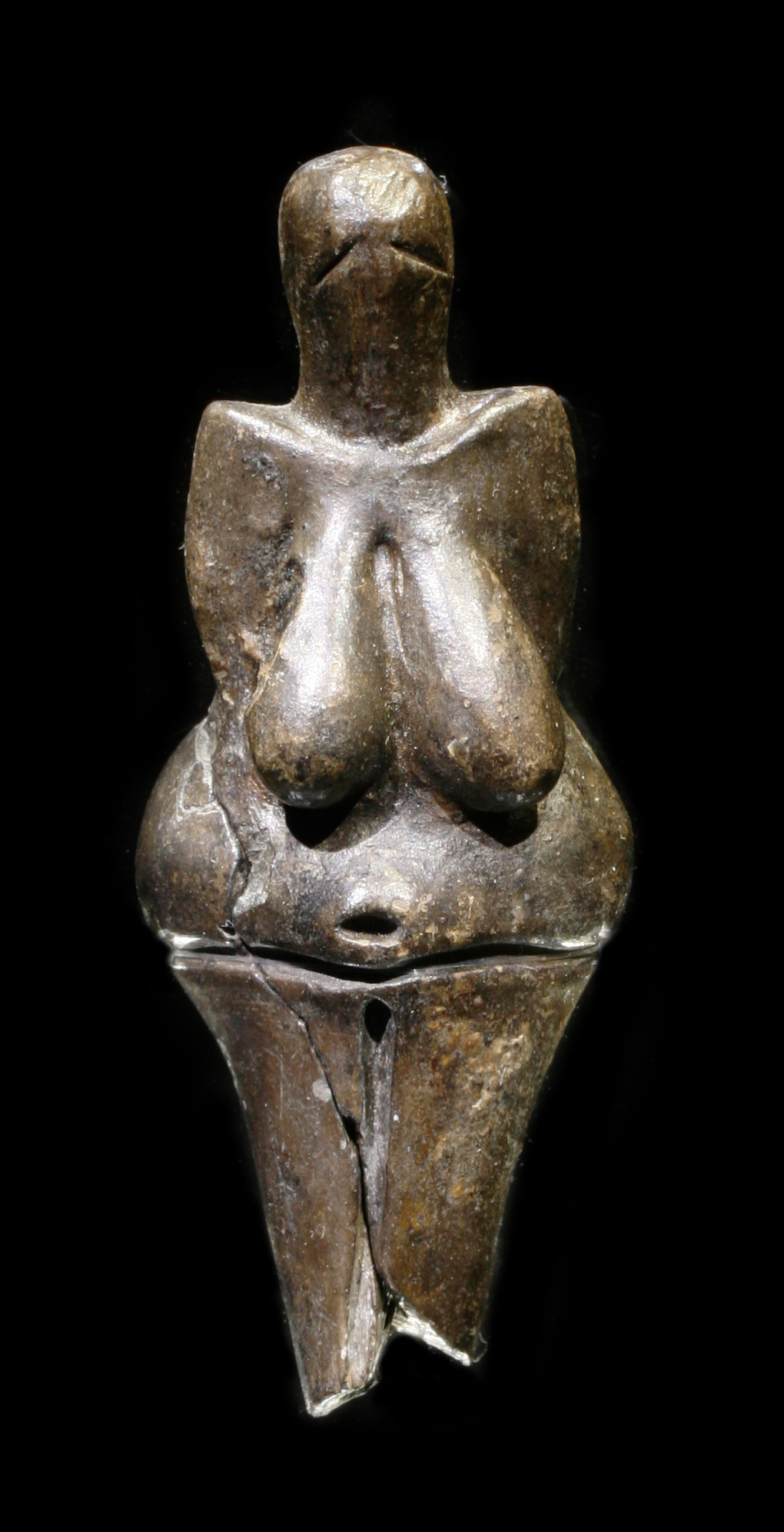
Venus de Dolní Věstonice.

Desde el siglo XIX se tenía noticias de que en esta área había restos arqueológicos. Recién en 1924, el arqueólogo checo Karel Absolon inició una exploración sistemática en los alrededores de Dolní Věstonice. El resultado fue la localización de uno de los yacimientos arqueológicos más extraordinarios del Paleolítico Superior. En el yacimiento arqueológico de Dolní Věstonice se encontró —entre otros— una triple tumba y la Venus de Dolní Věstonice. El sitio era habitado por cazadores de mamuts. Desde el descubrimiento formal, la aldea se convirtió en blanco de turistas, interesados en la arqueología, la arquitectura, las ropas tradicionales y el vino.